# Долуханова, Зара Александровна
За́ра Алекса́ндровна Долуха́нова (Заруи́ Агасьевна Макаря́н/Макарья́н, в замужестве — Долуханя́н; 15 марта 1918, Москва — 4 декабря 2007, там же) — советская, российская и армянская камерная певица (колоратурное меццо-сопрано). Народная артистка СССР (1990). Лауреат Сталинской премии (II степени, 1951) и Ленинской премии (1966).

## Биография
Родилась в Москве в семье Агасия Марковича и Елены Гайковны Макарьян.
В 1933—1938 годах училась скрипке в Третьем показательном государственном музыкальном техникуме имени Гнесиных (ныне Музыкальное училище имени Гнесиных) у В. М. Беляевой-Тарасевич. Техникум не окончила.
С 1939 года — солистка Армянского театра оперы и балета имени А. А. Спендиарова в Ереване, где пела первые партии во всех постановках.

Могила Долухановой на Армянском кладбище Москвы.

Вскоре, оставив оперную сцену, стала выступать как концертная певица. С 1944 года — солистка Всесоюзного радио и телевидения, с 1959 года — Московской филармонии.
Исполнила партию Золушки в первой советской постановке одноимённой оперы Дж. Россини и оригинальную версию партии Розины в его же опере «Севильский цирюльник». Исполняла партии Керубино («Свадьба Фигаро» Моцарта), Денизы («Свадьба при фонарях» Ж. Оффенбаха), в опере «Итальянка в Алжире» Дж. Россини и др. В 1969 году выступила в партии Анджелики в концертном исполнении оперы Дж. Пуччини «Сестра Анджелика».
Исполняла сочинения И. С. Баха, Г. Ф. Генделя, Дж. Верди, С. В. Рахманинова, К. Дебюсси, Ф. Пуленка, Г. В. Свиридова, С. С. Прокофьева, Н. И. Пейко, Ф. Шуберта, Р. Шумана, X. Вольфа, Г. Малера, Д. Д. Шостаковича, Р. К. Щедрина, М. Л. Таривердиева и многих других композиторов.
Много гастролировала (Румыния, ГДР, Италия, Франция, Великобритания, Греция, Аргентина, Чехословакия, Венгрия, США, Польша, Югославия, Япония, Израиль, Новая Зеландия и др.). Пела в лучших концертных залах Европы, Северной и Южной Америки, Азии, Австралии и Новой Зеландии. В большинстве крупнейших музыкальных центрах мира концертировала регулярно и с большим успехом.
В 1957 году окончила Музыкально-педагогический институт им. Гнесиных (ныне Российская академия музыки имени Гнесиных).
С 1972 года преподавала в Музыкально-педагогическом институте им. Гнесиных (с 1983 — профессор, в 1980—1985 — заведующая кафедрой сольного пения).
Активно участвовала в жюри музыкальных конкурсов.
Член Союза театральных деятелей РФ (1977).
За период с 1990 по 1995 год фирмами «Мелодия», «Monitor», «Austro Mechana» и «Russian Disc» были выпущены восемь компакт-дисков.
Кроме исполнительской деятельности, серьёзно увлекалась живописью.
Скончалась на 90-м году жизни 4 декабря 2007 года в Москве. Похоронена на Армянском кладбище Москвы.
Международный конкурс вокалистов «Янтарный соловей» в Калининграде с 2007 года носит имя Зары Долухановой.

### Семья
- Первый муж — Александр Павлович Долуханян (1910—1968), армянский советский композитор, заслуженный деятель искусств Армянской ССР (1968).
  - Сын — Михаил Александрович Долуханов.(1943-2020)
    - Внук — Александр Долуханов.
    - Внучка — Алисия Долуханова, начинающий писатель.
- Второй муж — Игорь Яковлевич Ядров (1927—1998), архитектор.
  - Сын — Сергей Игоревич Ядров[4].
    - Внук — Игорь Ядров.
- Сестра — Дагмара Александровна (1916—2016), супруга певца, народного артиста СССР Павла Герасимовича Лисициана (1911—2004).

## Награды и звания
- 1-я премия на II Всемирном фестивале молодёжи и студентов (Будапешт, 1949)
- Заслуженная артистка Армянской ССР (1952)
- Народная артистка Армянской ССР (1955)
- Народная артистка РСФСР (1956)
- Народная артистка СССР (1990)
- Сталинская премия второй степени (1951) — за концертно-исполнительскую деятельность
- Ленинская премия (1966) — за концертно-исполнительскую деятельность (программы 1963—1965)
- Премия Роберта Шумана (1975, ГДР)
- Орден «За заслуги перед Отечеством» IV степени (2003)[7]
- Медаль «За освоение целинных земель» (1956)
- Знак «Шахтёрская слава» II степени (1961)
- Медаль «За доблестный труд. В ознаменование 100-летия со дня рождения Владимира Ильича Ленина» (1970)
- Медаль «Ветеран труда» (1984)
- Медаль «50 лет Победы в Великой Отечественной войне 1941-1945 гг.» (1995)
- Медаль «В память 850-летия Москвы» (1997)
- В 1956 году П. Робсон вручил певице Почётную грамоту, присуждённую ей Всемирным советом мира в связи с десятилетием Всемирного движения сторонников мира «За выдающийся вклад в дело укрепления мира и дружбы между народами»
- Грамота Президиума Верховного Совета Казахской ССР (1964)
- Грамота Президиума Верховного Совета Белорусской ССР (1965)
- Грамота Президиума Верховного Совета Удмуртской АССР (1979)
- Грамота Президиума Верховного Совета Армянской ССР (1984)
- Почётная грамота за развитие вокального искусства и педагогической деятельности (приказ № 245 по ГМПИ им. Гнесиных, 1988)
- Благодарность за педагогическую деятельность профессора кафедры сольного пения (приказ № 253 по ГМПИ им. Гнесиных, 1993)
- Почётная грамота правительства Москвы за творческую и педагогическую деятельность (1998)
- Памятный знак Министерства культуры РФ «Золотой Аполлон» и «Музыкальные приношения» (1998)
- Почётный знак Министерства культуры РФ «За достижения в культуре» (1999)
- Премия Фонда «Русское исполнительское искусство» (2002)
- Награждение за профессиональную подготовку победителя студенческого конкурса вокалистов «Bella voce» (2003)
- Приказ № 125 о присвоении имени «Зара» одной из Звёзд нашей Галактики (2003)
- Грамота «За выдающиеся достижения в искусстве» (2007)

## Фильмография
- 1965 — Любимая — певица

## Отзывы критики
В те годы, когда она подчинила своему искусству публику, никому не приходило в голову считать певицу, выбирающую концертную стезю, артисткой с чувством ограниченной ответственности за свои возможности. Обладая голосом диапазона в две с половиной октавы, комфортно чувствуя себя и в репертуаре меццо, и в репертуаре драматического сопрано и всегда выдерживая стиль, какую бы музыку ни исполняла — от Баха до Таривердиева, она знала, что делает, отказываясь от оперных подмостков, обеспечивавших её коллегам имперский стиль искусства и жизни. Большой стиль Зары Долухановой торжествовал на концертной эстраде, где утверждалась её камерная близость с каждым отдельным зрителем.